# Chenereilles (Haute-Loire)
Chenereilles település Franciaországban, Haute-Loire megyében. Lakosainak száma 291 fő (2022. január 1.). Chenereilles Lapte, Saint-Jeures és Tence községekkel határos.

## Népesség
A település népességének változása:
| Lakosok száma | 298  | 220  | 217  | 280  | 319  | 325  | 325  | 319  | 310  | 291  |
|               | 1968 | 1982 | 1990 | 2006 | 2013 | 2015 | 2017 | 2019 | 2020 | 2022 |